# Copedesma nitens
Copedesma es un género monotípico de plantas fanerógamas pertenecientes a la familia Melastomataceae. Su única especie es: Copedesma nitens Gleason. Es originaria de Guyana.

## Taxonomía
El género fue descrito por Henry Allan Gleason y publicado en Bulletin of the Torrey Botanical Club 52: 331, en el año 1925.